# Miltenberg
Miltenberg è una città tedesca di 9 622 abitanti, situato nel land della Baviera.

## Storia

### Preistoria e antichità
Nei dintorni dell'abitato, erano presenti dei bastione circolari di epoca neolitica; tuttavia la maggior parte di questi risale all'Età del Bronzo.
Intorno al 150 a.C. si verificò l'arrivo dell'Impero Romano nell'area, che spinse il proprio confine fino al perimetro del Limes renano, spostandolo dal precedente delimitato dal Neckar. L'area divenne così sede di due Castra. Il forte più piccolo ospitava un numerus, dal II secolo fino alla metà del III secolo. Durante la loro permanenza, i Romani costruirono almeno due santuari dedicati a Mercurio.

### Medioevo e Rinascimento
Dopo la ritirata dell'Impero Romano, la popolazione diminuì sensibilmente nell'area. L'area sotto il Meno fu percorsa dai Burgundi e dagli Alemanni, ma solo sotto i Franchi, a cavallo tra V e VI secolo, la popolazione ritornò a crescere non solo vicino ai vecchi siti, ma anche in stabilimenti del tutto nuovi.
L'insediamento che sorse era la civitas Walehusen, che fu distrutta nel 1247 dalle truppe di Sigfrido III di Eppstein. Sorsero tuttavia altri insediamenti, come Miltenberg/Miltinburc che nacque nel XIII secolo. La posizione della città era strategica perché situata su una rotta commerciale, che la rese infine parte dell'alleanza politica del Neun-Städte-Bund.

### Età moderna

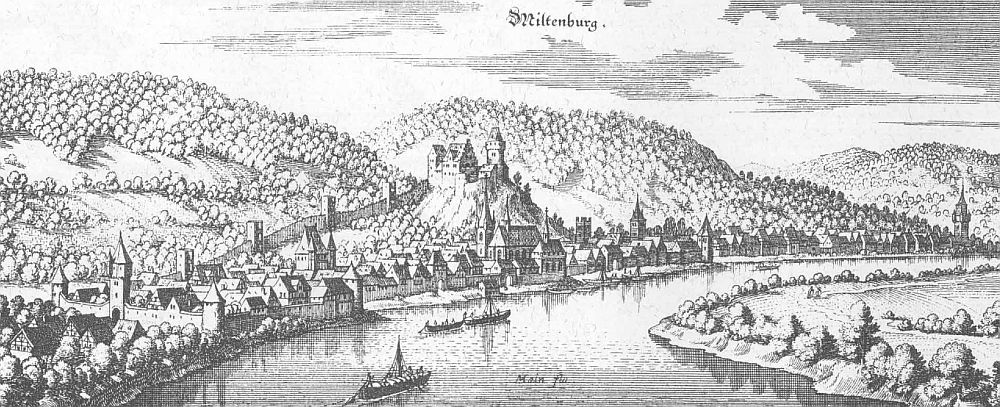
Miltenberg – dalla Topographia Hassiae di Matthäus Merian il Giovane, 1655

La maggior parte delle Casa a graticcio ancora visibili nel centro cittadino risalgono al periodo tra il XV e il XVIII secolo: anche l'edificio dell'hotel Zum Riesen risale al 1590, ma era nato originariamente nel 1400.
Nel 1806 Miltenberg fu incorporato nel Granducato di Baden, mentre nel 1816 divenne parte del Regno di Baviera.

## Galleria d'immagini

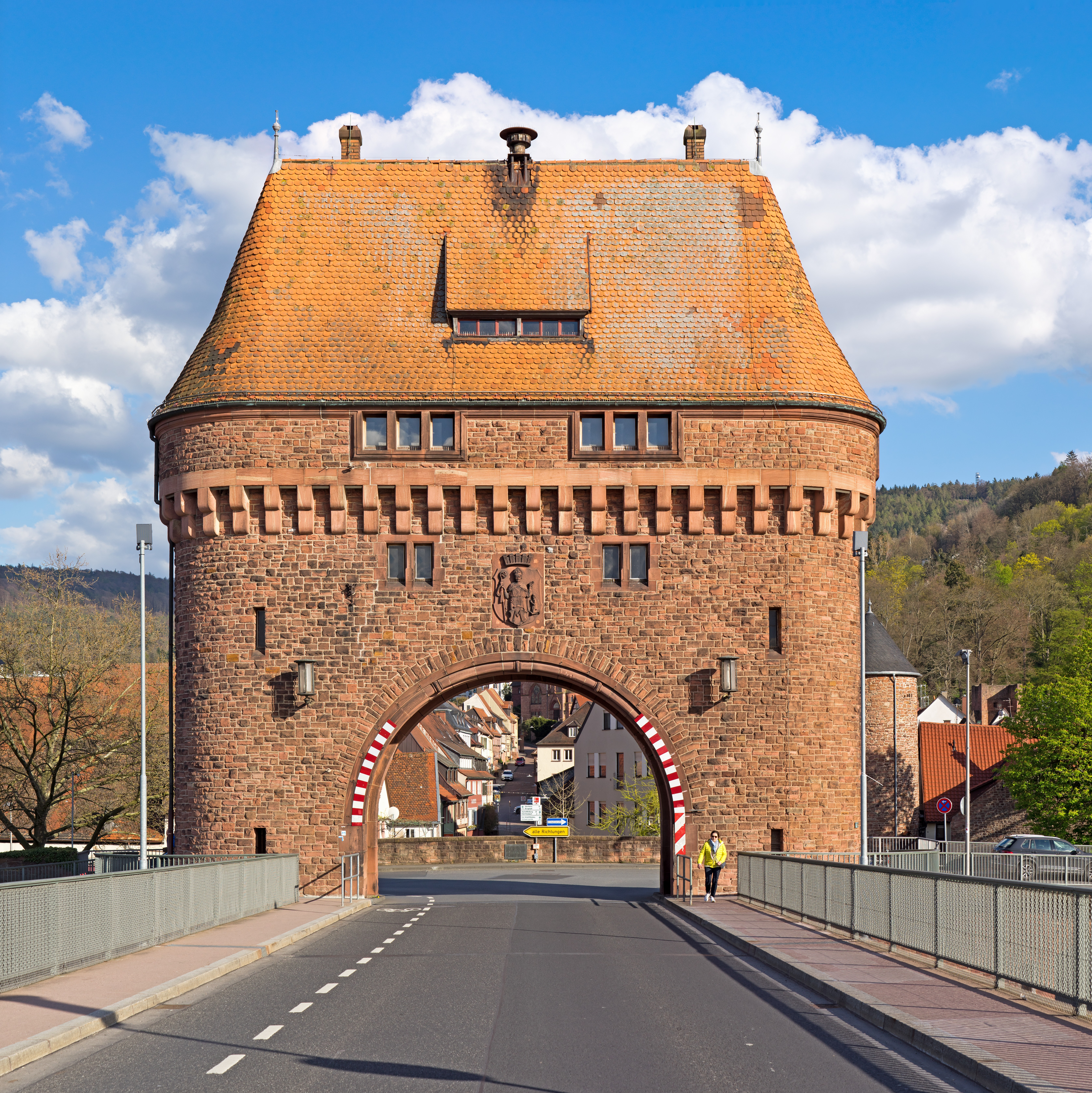
Porta sul ponte
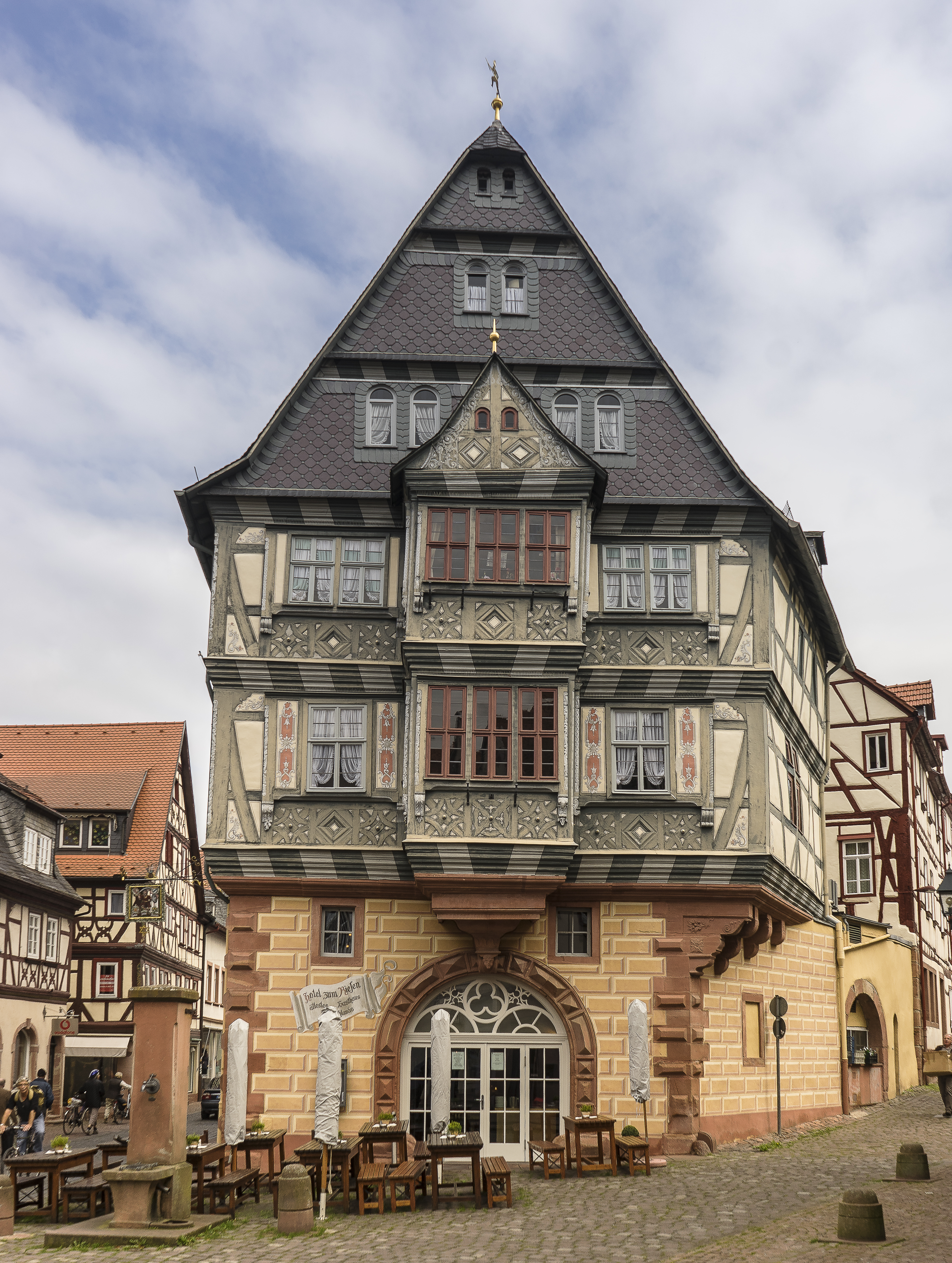
Hotel Zum Riesen, uno dei più antichi della Germania